# Szuperoxid
| Szuperoxid |                             |
| |                             |
| IUPAC-név | Szuperoxid                  |
| Szabályos név                                                                                                   | Dioxidán-2-ilid             |
| Más nevek | Hiperoxid, Dioxid(1−)       |
| Kémiai azonosítók                                                                                               |                             |
| CAS-szám | 11062-77-4                  |
| PubChem | 5359597                     |
| ChemSpider | 4514331                     |
| KEGG | C00704                      |
| ChEBI | 18421                       |
| SMILES | O=[O-]                      |
| InChIKey | MXDZWXWHPVATGF-UHFFFAOYSA-N |
| Gmelin | 487                         |
| UNII | 0S9K0E25FL                  |
| Kémiai és fizikai tulajdonságok                                                                                 |                             |
| Kémiai képlet                                                                                                   | O2                          |
| Moláris tömeg                                                                                                   | 32,00 g/mol                 |
| Ha másként nem jelöljük, az adatok az anyag standardállapotára (100 kPa) és 25 °C-os hőmérsékletre vonatkoznak. |                             |

A szuperoxid szuperoxidiont (O−2) tartalmazó vegyület. Szabályos neve dioxid(1−). E reaktív oxigénszármazék különösen fontos, mivel a kétatomos oxigén egyelektronos redukciójának terméke. A kétatomos oxigén két páratlan elektronnal rendelkezik, a szuperoxid egy elektron hozzáadásának eredménye, mely egy elfajult molekulapályát tölt fel, egy páratlan elektront tartalmazó egyszeresen töltött aniont adva. Mindkettő paramágneses gyök. A szuperoxidot korábban hiperoxidnak is nevezték.

## Vegyületek
A szuperoxid alkálifémekkel és -földfémekkel ionos vegyületeket alkot. A cézium-superoxid (CsO2), a rubídium-szuperoxid (RbO2), a kálium-szuperoxid (KO2) és a nátrium-szuperoxid (NaO2) O2 és a megfelelő alkálifém reakciójával állítható elő.
Ezek narancssárgák, száraz levegőben stabilak. Vízben oldva a O−2 gyors, pH-függő dizmutációval bomlik:
{\displaystyle {\ce {2 O2- + H2O -> 3/2 O2 + 2 OH-}}}
E reakció (a kilélegzett levegő nedvességével és szén-dioxid-tartalmával) révén használható a kálium-szuperoxid a kémiai oxigéngenerátorok oxigénforrásaként. A szuperoxidok használatosak tűzoltók oxigéntartályaiban könnyen elérhető oxigénforrásként. Itt a O−2 Brønsted-bázis, először hidroperoxilt (HO2) adva.
A szuperoxid és a hidroperoxil vizes oldatban egyensúlyban vannak:
{\displaystyle {\ce {O2- + H2O <=> HO2 + OH-}}}
Mivel a hidroperoxil pKa-ja mintegy 4,8, a szuperoxid jellemzően anionként van jelen semleges pH-nál.
A kálium-szuperoxid oldékony dimetil-szulfoxidban (amit a koronaéterek megkönnyítenek), és amíg nem érhetők el protonok, stabil. A szuperoxid aprotikus oldószerekben is előállítható ciklikus voltammetriával.
Szilárd szuperoxidok is bomolhatnak, de ehhez hevítés kell:
{\displaystyle {\ce {2 NaO2 -> Na2O2 + O2}}}

## Biológia
A szuperoxid és a hidroperoxil gyakran felcserélhetően szerepelnek, de a szuperoxid gyakoribb fiziológiás pH-n. Mindkettő reaktív oxigénszármazék. Kórokozók elölésére hozza létre az immunrendszer. A fagocitákban a szuperoxid nagy részét az NADPH-oxidáz hozza létre patogének oxigéndependens elölésére. Ennek mutációja az immunhiánnyal járó krónikus granulatóma okozója lehet, mely jelentős fertőzésérzékenységgel jár, különösen katalázpozitív baktériumok által. Ezzel szemben a szuperoxid-dizmutáz nélküli baktériumok nem virulensek. A szuperoxid a mitokondriális légzés (különösen az I. és III. komplex) vagy néhány más enzim, például a xantin-oxidáz által létrehozva is káros lehet, amely az oxigénhez való elektrontranszfert katalizálja erősen redukáló környezetben.
Mivel a szuperoxid nagy koncentráció mellett méreg, sok oxigéntartalmú környezetben élő élőlény kifejez SOD-t. Ez hatékonyan katalizálja a szuperoxid bomlását:
{\displaystyle {\ce {2 HO2 -> O2 + H2O2}}}
Más, a szuperoxiddal oxidálható vagy redukálható fehérjék, például a hemoglobin gyenge SOD-szerű aktivitással rendelkeznek. A SOD-knockout hibás fenotípusokat adnak, és fontosak a szuperoxid mérgező hatásában in vivo.
A mitokondriális és citoszol-SOD nélküli élesztő kevéssé növekszik levegőn, de jól növekszik anaerob körülmények között. A citoszol-SOD hiánya jelentősen növeli a mutagenezist és a genominstabilitást. A mitokondriális SOD-t (MnSOD) mintegy 21 nappal születés után neurodegeneráció, kardiomiopátia és laktacidózis miatt meghalnak. A citoszol-SOD nélküli egerek életképesek, de élettartamuk kisebb, májrák, izomatrófia, katarakták, thymusinvolutio, hemolitikus anémia és nőstényekben gyors korfüggő termékenységcsökkenés jelenik meg.
A szuperoxid számos betegséghez hozzájárulhat, különösen a sugárbetegséghez és a hiperoxia okozta sérüléshez, valamint feltehetően az általa okozott oxidatív stressz révén. Míg a szuperoxid hatása egyes betegségek patogenezisében erős (például a CuZnSOD vagy a MnSOD nagyobb expressziója jobb ellenállást jelent a stroke-ra és a szívinfarktusra), a szuperoxid és az öregedés kapcsolata nem bizonyított. Modellszervezetekben a CuZnSOD-knockout élettartam-rövidülést és néhány öregedési jel (katarakták, izomatrófia, makuladegeneráció) gyorsulását okozza, de a CuZnSOD-szintek növekedése nem feltétlenül növeli az élettartamot (kivéve a Drosophila esetén). A legelterjedtebb nézet szerint az oxidatív stressz csak egy élettartam-korlátozó tényező a sok közül.
Az oxigén Fe2+-hemmel való reakciója Fe(III) - szuperoxid komplex képződését igényli.

### Assayként
A biológiai rendszerekben keletkező szuperoxid assayje nehéz reakciókészsége és gyors bomlása miatt. Egy megközelítés a szuperoxidot peroxiddá redukálja. Ezt fluorimetriásan elemzik.

## Szerkezet
A szuperoxidokban az oxigén oxidációs száma −0,5. Míg a kétatomos oxigén 2 páratlan elektront tartalmaz, egy elektron hozzáadása feltölti az egyik elfajult molekulapályát, egy páratlan elwktronnal rendelkező és −1 töltésű iont adva. Mindkét anyag paramágneses gyök.
Az oxigén származékaiban az O–O kötés hossza megfelel a kötés rendjének.
| Oxigénszármazék | Név        | O–O távolság (Å) | Kötésrend |
| --------------- | ---------- | ---------------- | --------- |
| O+2             | dioxigenil | 1,12             | 2,5       |
| O2              | Oxigén     | 1,21             | 2         |
| O−2             | szuperoxid | 1,28             | 1,5       |
| O2−2            | peroxid    | 1,49             | 1         |

## Fordítás
Ez a szócikk részben vagy egészben  a   Superoxide című angol Wikipédia-szócikk ezen változatának fordításán alapul.  Az eredeti cikk szerkesztőit annak laptörténete sorolja fel. Ez a jelzés csupán a megfogalmazás eredetét és a szerzői jogokat jelzi, nem szolgál a cikkben szereplő információk forrásmegjelöléseként.